# Microplitis lugubris
Microplitis lugubris är en stekelart som först beskrevs av Johannes Friedrich Ruthe 1860.  Microplitis lugubris ingår i släktet Microplitis och familjen bracksteklar. Arten är reproducerande i Sverige. Inga underarter finns listade i Catalogue of Life.

## Bildgalleri

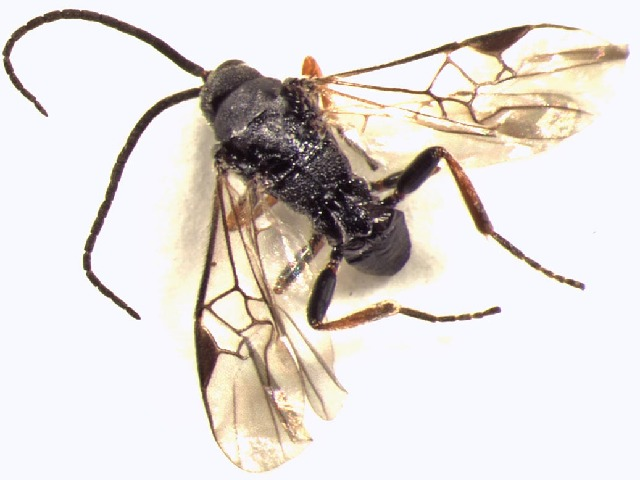